# Pierwomajskij (rejon kamieński)
Pierwomajskij (ros. Первомайский) – osiedle w Rosji, w obwodzie swierdłowskim, w rejonie kamieńskim. W 2021 liczyło 502 mieszkańców.